# Интань
Инта́нь (кит. упр. 鹰潭, пиньинь Yīngtán, буквально: «орлиный пруд») — городской округ в провинции Цзянси КНР.

## История
После образования КНР был создан Специальный район Шанжао (鹰潭专区), и уезды Юйцзян и Гуйси вошли в его состав. 8 октября 1952 года Специальный район Шанжао и Специальный район Фулян (浮梁专区) были объединены в Специальный район Интань (鹰潭专区).  6 декабря 1952 года власти специального района переехали из посёлка Интань уезда Гуйси в уезд Шанжао, и Специальный район Интань был переименован в Специальный район Шанжао.
В 1957 году в связи со строительством железной дороги посёлок Интань был выведен из состава уезда Гуйси и подчинён напрямую властям специального района, но уже в апреле 1958 года он был возвращён в состав уезда Гуйси.
8 июня 1960 года посёлок Интань был вновь выведен из состава уезда Гуйси и подчинён напрямую властям специального района.
В 1970 году Специальный район Шанжао был переименован в Округ Шанжао (上饶地区).
В марте 1979 года посёлок Интань был преобразован в городской уезд.
Постановлением Госсовета КНР от 27 июля 1983 года городской уезд Интань и уезды Юйцзян и Гуйси были выделены из округа Шанжао в отдельный городской округ Интань; городской уезд Интань был при этом расформирован, а вместо него был образован район Юэху.
В 1996 году уезд Гуйси был преобразован в городской уезд.
В феврале 2018 года уезд Юйцзян был преобразован в район городского подчинения.

## Достопримечательности
Здесь находится даосский центр Лунхушань (кит. упр. 龙虎山, пиньинь Lónghǔ Shān, палл. Лунхушань) — гора Дракона и Тигра. Здесь возник даосизм как религиозная организация в конце II века, здесь обитали первые Небесные Наставники.
Имеется множество храмов и даосских памятников, живописный горный пейзаж. Среди скал организован геологический заповедник, который охраняется государством. Заповедник, на территории которого находятся также даосские храмы, является зоной отдыха, привлекает паломников и туристов со всего Китая.

## Административно-территориальное деление
Городской округ Интань делится на 2 района, 1 городской уезд:
| Карта             | Статус | Название | Иероглифы  | Пиньинь | Площадь (км²) | Население (2010) |
| ----------------- | ------ | -------- | ---------- | ------- | ------------- | ---------------- |
| Юэху Юйцзян Гуйси |        |          |            |         |               |                  |
| Район             | Юэху   | 月湖区   | Yuèhú qū   |         |               |                  |
| Район             | Юйцзян | 余江区   | Yújiāng qū |         |               |                  |
| Городской уезд    | Гуйси  | 贵溪市   | Guìxī shì  |         |               |                  |